# Distretto di Coalaque
Il distretto di Coalaque è uno degli undici distretti della provincia di General Sánchez Cerro, in Perù. Si trova nella regione di Moquegua e si estende su una superficie di 247,58 chilometri quadrati.
Istituito il 26 gennaio 1956, ha per capitale la città di Coalaque.